# Calamoschoena ascriptalis
Calamoschoena ascriptalis là một loài bướm đêm trong họ Crambidae.